# 别洛戈尔斯克 (克麦罗沃州)
别洛戈尔斯克（羅馬化：Belogorsk）是俄罗斯克麦罗沃州的市级镇，属季苏尔区，位于鄂毕河流域内的小河沙尔特里河（Шалтырь）畔，地处克麦罗沃州东部，在区行政中心季苏尔南偏东、州府克麦罗沃东偏南方。
该地2021年人口有2,511人；2010年人口3,278；2002年人口3,540；1989年人口3,772。